# Quebrada de Llanganuco
La quebrada de Llanganuco (del quechua ancashino: Llankanuku ‘ interior verdusco’) es un desfiladero de alta montaña, de origen glaciar ubicado en la Cordillera Blanca, dentro del parque nacional Huascarán en la provincia ancashina de Yungay en el Perú.
Se conforma por dos lagunas enlazadas: Orconcocha y Chinancocha, flanqueadas por las grandes formaciones montañosas del Huascarán (6757 msnm), Huandoy (6395 msnm), Pisco (5760 msnm), Chacraraju (6108 msnm), Yanapaccha y Chopicalqui (6395 msnm). La atraviesa la carretera regional Yungay-Yanama (AN-106) y el sendero de trekking de María Josefa.

## Toponimia
Su nombre provendría de las voces quechuas llanka, color jaspe y uku, interior, fondo, por el reflejo verdoso del agua de las lagunas.

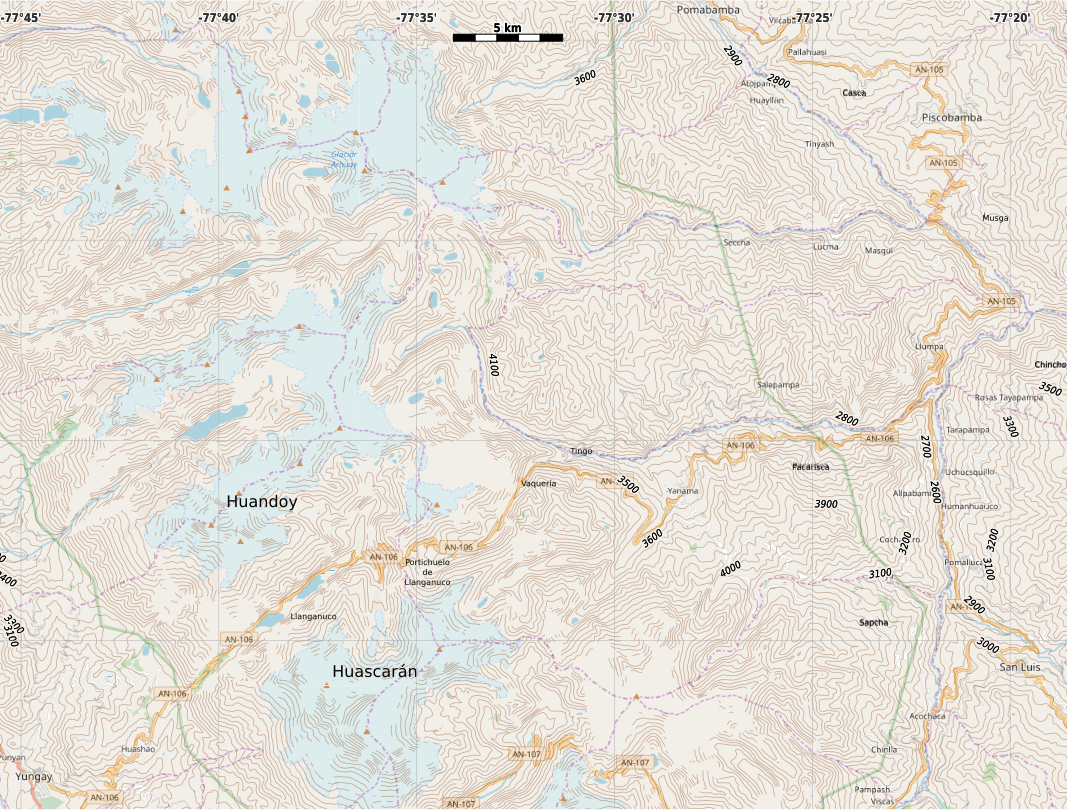
Ubicación de la quebrada.

## Lagunas de Llanganuco

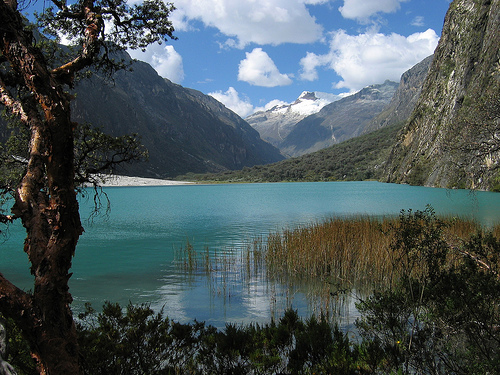
Vista de la Laguna de Chinancocha.

La primera laguna, de subida, llamada Chinancocha (en quechua I: Chinan qucha: Chinan = hembra; qucha = laguna, Laguna hembra) y ubicada a 3 850 m s. n. m., está separada mil metros de la segunda laguna, nombrada Orconcocha (en quechua I: Urqun qucha: Urqu = macho; qucha = laguna, Laguna macho) situada a 3 860 m s. n. m.
El agua de estas lagunas es de color turquesa. Crece una variada y abundante biodiversidad a su alrededor. Ambas lagunas retienen, de paso, las aguas que bajan del portachuelo de Atojshaico y desaguan en río que desciende hasta Yungay y avena en el río Santa. La segunda laguna se encuentra a mayor altitud y sus aguas penetran al vaso de la primera simbolizando un apareamiento. Por ello los nombres de laguna 'macho' y de laguna 'hembra'. Las paredes de roca que las flanquean, con más de 400 metros de desnivel, son apropiadas para salto BASE y escalada de grandes paredes.

## Historia

### LLanganuco en la Campaña de la Breña
Durante las últimas instancias de la Guerra del Pacífico, este accidente geográfico fue utilizado por el general Andrés Avelino Cáceres para lograr deshacerse del cerco chileno desde el sur y norte.
Para el cruce de la cordillera desde Aguamiro a Huaraz (30 leguas 180 km) Arriagada dividió sus fuerzas en dos, que demoraron tres jornadas en llegar a Recuay el 17 de junio, a sólo 5 leguas (30 km) de Huaraz, adonde Cáceres había llegado el 15 de junio.
En Huaraz, Cáceres envió la orden a Recavarren de unírsele en Yungay, y esparce el rumor de que dará batalla a los chilenos en Yungay, pero cuando el 20 de junio se le unen las fuerzas de Recavarren en Yungay, Cáceres decide rodear la posición de Gorostiaga marchando hacia el oriente y cruzar la cordillera por la quebrada de Llanganuco. Así llega a Pomabamba el 26 de junio y envía falsas noticias a Yungay, que anunciaban su repliegue de fuerzas por la sierra sureste de la Cordillera Blanca, es decir por Chacas en dirección a Huari.
Arriagada llegó a Yungay el 23 de junio, sin encontrar a Cáceres ni a sus fuerzas. Sin información fidedigna a disposición, la división chilena marchó de vuelta hacia el sur por Chacas y Huari, creyendo, equivocadamente, perseguir a Cáceres. En Cerro de Pasco se reunió con las tropas de Urriola, enviadas por Lynch el 12 de julio. Finalmente Arriagada y Urriola no encuentran a Cáceres, y llegan de regreso a Lima el 5 de agosto. La división de Arriagada había salido de Lima con 3,334 soldados y tuvo en total 732 bajas, entre enfermos, desaparecidos y muertos, sin haber disparado un solo tiro.

## Accesos
Por ser zona protegida, este espacio de belleza natural está bajo la vigilancia de un grupo del batallón "Huascarán". Con motivo de los 100 años de la retirada de Cáceres en 1983 y en los siguientes años se construyó una carretera afirmada desde Llanganuco hasta Pomabamba.